# Filmografia de Mos Def
Neste verbete é apresentada a filmografia do rapper americano, Mos Def.
| Ano  | Filme                                       | Papel                       | Notas                                      |  |
| ---- | ------------------------------------------- | --------------------------- | ------------------------------------------ |  |
| 1997 | Ghosts                                      | Townsperson                 |                                            |  |
| 1998 | Cadê o Detetive?                            | Wilt Crawley                |                                            |  |
| 2000 | Freestyle: A Arte da Rima                   | Ele mesmo                   |                                            |  |
| 2000 | A Hora do Show                              | Big Blak Afrika             | Também gravou músicas para a trilha sonora |  |
| 2001 | Carmen: A Hip Hopera                        | Lieutenant Miller           |                                            |  |
| 2001 | A Última Ceia                               | Ryrus Cooper                |                                            |  |
| 2002 | Showtime                                    | Lazy Boy                    |                                            |  |
| 2002 | Civil Brand                                 | Michael Meadows             |                                            |  |
| 2002 | Brown Sugar                                 | Christopher 'Chris' Vashawn |                                            |  |
| 2003 | The Italian Job                             | Left Ear                    |                                            |  |
| 2004 | The Woodsman                                | Detetive Lucas              |                                            |  |
| 2004 | Something the Lord Made                     | Vivien Thomas               |                                            |  |
| 2005 | Lackawanna Blues                            | O líder da banda            |                                            |  |
| 2005 | The Boondocks                               | Voz do Gangstalicous        |                                            |  |
| 2005 | The Hitchhiker's Guide to the Galaxy        | Ford Prefect                |                                            |  |
| 2006 | Dave Chappelle's Block Party                | Ele mesmo                   |                                            |  |
| 2006 | 16 Blocks                                   | Eddie Bunker                |                                            |  |
| 2006 | Talladega Nights: The Ballad of Ricky Bobby | Ele mesmo                   | aparição                                   |  |
| 2006 | Journey to the End of the Night             | Wemba                       |                                            |  |
| 2007 | Prince Among Slaves                         | Narrador                    |                                            |  |
| 2008 | Be Kind Rewind                              | Mike                        |                                            |  |
| 2008 | Next Day Air                                | Eric                        | pós-produção                               |  |
| 2008 | Cadillac Records                            | Chuck Berry                 | pós-produção                               |  |
| 2009 | Toussaint                                   |                             | pré-produção                               |  |
| 2009 | The Brazilian Job                           | Left Ear                    | em breve                                   |  |
| 2009 | House MD                                    | Lee                         |                                            |  |